# Симфонический оркестр Балеарских островов
Симфонический оркестр Балеарских островов (исп. Orquesta Sinfónica de Baleares "Ciudad de Palma") — испанский симфонический оркестр, базирующийся в городе Пальма-де-Майорка. Основан в 1988 году.
Помимо выступлений в городском оперном театре, оркестр является основным коллективом музыкального фестиваля в Замке Бельвер и международного музыкального фестиваля в Польенсе. Гастрольный ареал оркестра включает различные города Испании и средиземноморское побережье Франции. Среди осуществлённых оркестром записей — оратория Теодора Дюбуа «Семь слов Христа», сочинения местных композиторов.

## Руководители
- Луис Ремартинес (1988—1994)
- Филипп Бендер (1994—1997)
- Сальвадор Бротонс (1997—2000)
- Джеффри Саймон (2001—2002)
- Эдмон Коломер (2002—2005)
- Филипп Бендер (2005—2009)
- Сальвадор Бротонс (2009—2013)
- Хосеп Висент (с 2013 г.)